# 懶人懶辦法
《懶人懶辦法》（英：Idle Thoughts of an Idle Fellow，又譯《懶人日記》）是杰罗姆·K·杰罗姆所著的一本幽默小品集，出版于1886年。這是杰罗姆第二部出版的作品，並使他成為英國一流的幽默作家。這部作品雖然被視為杰罗姆最好的作品之一，但讀者對它的反應不如他的另一部風格相似的著作《三人同舟》。在它絕版多年後，平裝本又在2002年重新發行。它的續集，《懶人又有懶辦法了》，於1898年出版。

## 內容概要
本書由14篇相互獨立的文章組成，次序按主題排列：
1. 懶散
2. 戀愛
3. 憂鬱
4. 手頭拮据
5. 無止境的空虛
6. 出人頭地
7. 天氣
8. 貓與狗
9. 害羞
10. 嬰孩
11. 飲食
12. 裝修過的房間
13. 衣著與舉止
14. 記憶

## 佳句摘錄
|  | 有很多不同的方法，可以使你屈辱和羞恥。殺害一個有名望的大家族，然後棄屍在自來水公司的蓄水池裡，街坊鄰居會非常不歡迎你。搶教堂也會使你被熱烈地厭惡，尤其若你是牧師。但如果你想讓一個人對你的蔑視和仇恨傾盆而下，你可以當著媽媽的面，用（無生物代名詞）「它」來稱呼小嬰兒。 |

|  | 記憶就是這樣：他是一個任性的小孩，把所有的玩具都弄壞；所有他帶給我們的回憶都是零碎的。我還記得我小時候曾跌到一個垃圾場，但我並不記得我有爬出來，連最微薄的印象都沒有。如果我們一定得相信記憶的話，我不得不承認我現在還在垃圾場裡。 |

|  | 只有在你工作堆積如山時，你才可能享受閒暇。當你無事可做時，空閒就變得一點也不有趣，因為空閒就是你的工作，而且是最耗人的工作。閒懶和吻一樣，當它被盜走了之後，它的味道才是甜的。 |

|  | 發誓可以緩解情緒──這就是發誓的功用。我曾在某一個場合向我姑姑解釋過，但這樣解釋沒有回答他的問題。他還說我不配擁有這種情緒。 |

## 對其它文學作品的影響
一位匿名作家Jenny Wren寫了一本《女孩閒念》（Lazy Thoughts of a Lazy Girl），於1891年出版，作者至今不詳。這本書體裁和懶人懶辦法相近，但却從女性的觀點出發。 
英國有一本半年刊懶人（The Idler），就是受到懶人懶辦法這本書的影響而創刊。

## 軼事
- 杰罗姆把這本書獻給了他空閒時的好朋友：他的煙斗。

## 外部連結
- 古騰堡計劃：Idle Thoughts of an Idle Fellow （页面存档备份，存于）